# Willie McLean
Willie McLean (27 de gener de 1904 - 1938) fou un futbolista estatunidenc. Va formar part de l'equip estatunidenc a la Copa del Món de 1934.